# Bad Schallerbach
Bad Schallerbach ist eine Marktgemeinde in Oberösterreich im Bezirk Grieskirchen im Hausruckviertel mit 4540 Einwohnern (Stand 1. Jänner 2024).

## Geografie
Bad Schallerbach liegt auf 308 m Höhe an der Trattnach im Hausruckviertel. Die Ausdehnung beträgt von Nord nach Süd 3,8 km, von West nach Ost 3,9 km. Die Gesamtfläche beträgt 8,4 km². 14,3 % der Fläche sind bewaldet, 66,7 % der Fläche sind landwirtschaftlich genutzt.
Landschaftlich gehört die Gegend zur Raumeinheit Inn- und Hausruckviertler Hügelland.

### Gemeindegliederung
Das Gemeindegebiet umfasst folgende drei Ortschaften (in Klammern Einwohnerzahl Stand 1. Jänner 2024):
- Bad Schallerbach (4416)
- Gebersdorf (25)
- Schönau (99)

Die Gemeinde besteht aus der Katastralgemeinde Schönau.
Die Gemeinde gehört zum Gerichtsbezirk Grieskirchen.
Zählsprengel sind Bad Schallerbach-Zentrum, Bad Schallerbach-Umgebung, Zentrum-Umgebung-Ost, Zentrum-Umgebung-N und W, bei zweiterem werden Gebersdorf, Schönau und ein Teil der Ortschaft des Marktortes erfasst.

### Nachbargemeinden
| Pollham     |                                             | St. Marienkirchen an der Polsenz (Bez. Eferding) |
| Schlüßlberg | Kompassrose, die auf Nachbargemeinden zeigt | Wallern an der Trattnach                         |
|             | Pichl bei Wels (Bez. Wels-Land)             |                                                  |

## Geschichte

### Ortsgeschichte
Noch vor dem Jahr 1167 erfolgte die erste urkundliche Nennung als Scalbach. Ursprünglich im Ostteil des Herzogtums Bayern liegend, gehörte der Ort seit dem 12. Jahrhundert zum Herzogtum Österreich. Seit 1490 wird er dem Fürstentum Österreich ob der Enns zugerechnet. Während der Napoleonischen Kriege war der Ort mehrfach besetzt. Im 19. Jahrhundert wurden Aigendorf und Kumpfhub noch als eigene Ortschaften der damals Schönau genannten Gemeinde gezählt.
Seit 1918 gehört der Ort zum Bundesland Oberösterreich. Im selben Jahr erfolgte die Erschließung der Schallerbacher Schwefeltherme. Nach dem Anschluss Österreichs an das Deutsche Reich am 13. März 1938 gehörte der Ort zum Gau Oberdonau. Am 3. Juni 1938 erfolgte die Namensänderung der Gemeinde Schönau in Gemeinde Bad Schallerbach. Nach 1945 erfolgte die Wiederherstellung Oberösterreichs. 1946 wird Bad Schallerbach zum Markt erhoben. 1995 wurden die Badeanlagen nach umfangreichen Sanierungen und Zubauten unter dem Namen Aquapulco (anspielend auf Acapulco) eröffnet.
Die Oberösterreichische Landesgartenschau 2009 Botanica fand in Bad Schallerbach statt.

### Einwohnerentwicklung
1991 hatte die Gemeinde laut Volkszählung 3.110 Einwohner, 2001 dann 3.275 Einwohner. Da sowohl die Geburtenbilanz als auch die Wanderungsbilanz positiv blieben, wuchs die Bevölkerungszahl auf 3.518 im Jahr 2011.

## Kultur und Sehenswürdigkeiten
- Magdalenabergkirche: Der Bau der Kirche erfolgte zwischen 1398 und 1423 in gotischem Baustil.
- Filialkirche Schönau: Die Kirche diente bis 1950 als Pfarrkirche. In den Jahren 1965/66 erfolgte die Umgestaltung des Innenraumes. Das Mosaik-Altarbild mit Szenen aus dem Leben des Hl. Petrus und andere Kunstwerke stammen vom Tiroler Sakralkünstler Max Spielmann (1906–1984).
- Pfarrkirche Bad Schallerbach: 1956 Grundsteinlegung, 1958 Einweihung der neuen Pfarrkirche, erbaut nach den Plänen des Architekten Hans Feichtinger (aus Bad Schallerbach), künstlerisch ausgestaltet durch Max Spielmann.
- Das Rathaus wurde 1923–1924 von Mauriz Balzarek (1872–1945), der als bedeutendster Jugendstil-Architekt Oberösterreichs gilt, erbaut. Von ihm stammen in Bad Schallerbach außerdem die ersten Badeanlagen, die Promenade entlang der Trattnach als auch die Pläne für das Gendarmerie-Kurhaus und den Schallerbacherhof.

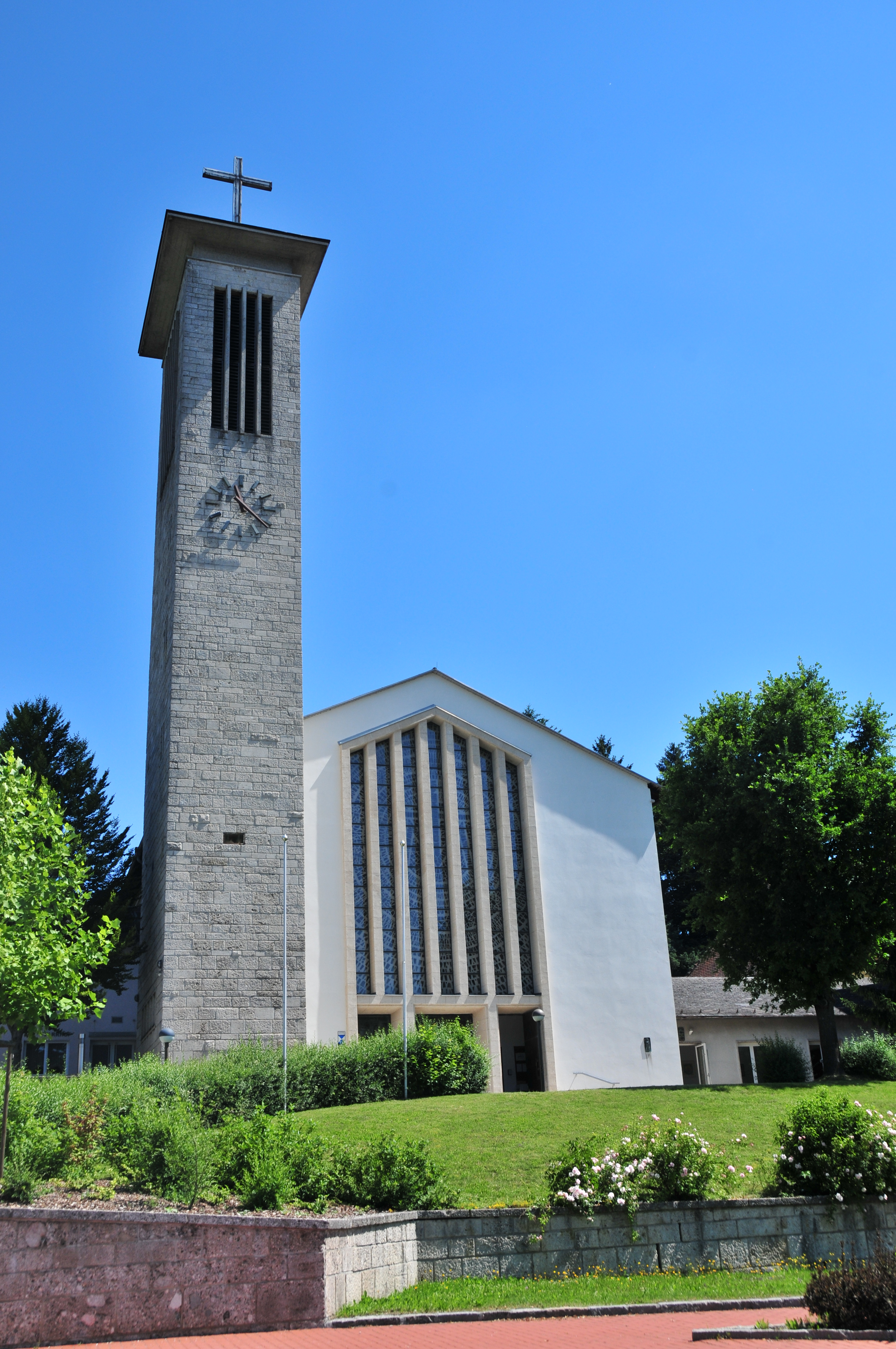
Pfarrkirche Bad Schallerbach-Maria Lourdes
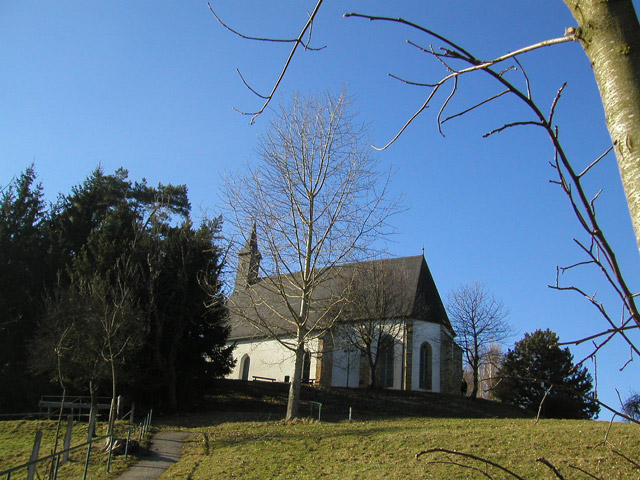
Magdalenabergkirche
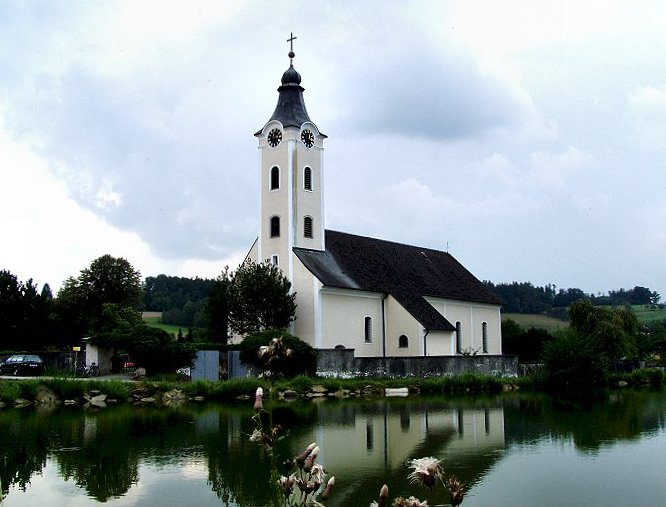
Kirche Schönau
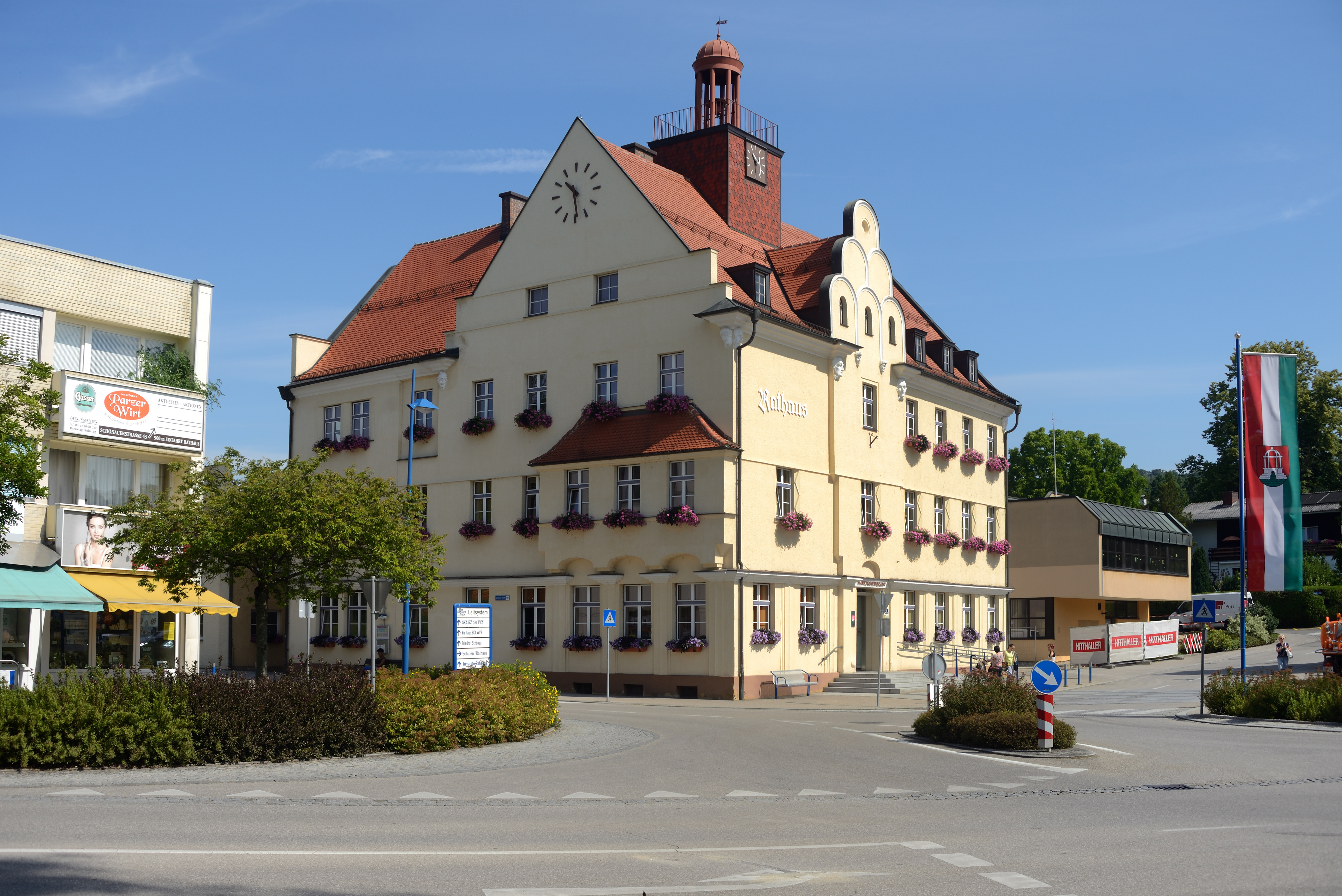
Rathaus

### Regelmäßige Veranstaltungen

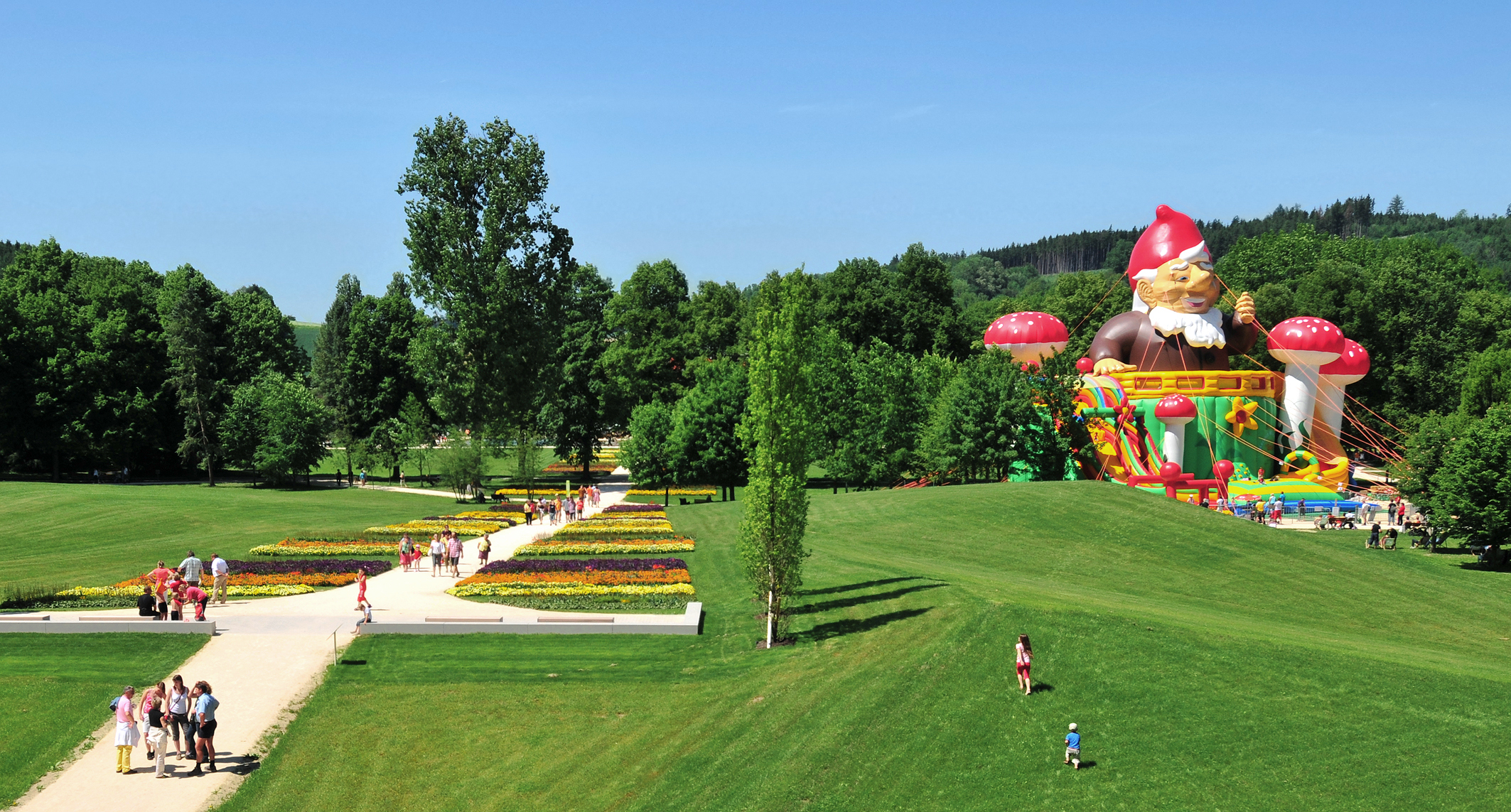
Die Oberösterreichischen Landesgartenschau Botanica 2009

- Internationaler Musiksommer: seit 1996 unter der Leitung von Intendant Peter Gillmayr jährlich in Bad Schallerbach; Mit etwa 90 Konzerten pro Jahr zählt diese Veranstaltungsreihe zu den größten und renommiertesten im Land.
- Schwerpunkte und Reihen: Kurorchester / Tage der evangelischen Kirchenmusik Wallern / String Passion / musica sacra / Musiksommer Virtuos / Schallerbach Vokal / Bad Schallerbacher Herbstlese- wort & ton / Advent / Silvestergala.

Das Kurorchester wurde bereits 1926 gegründet, feierte 2006 sein 80-jähriges Bestehen und spielt vom Muttertag bis Ende September immer an den Samstag- und Sonntagnachmittagen.
- Konzerte und Vorträge: mehrmals pro Woche finden diverse Konzerte und Vorträge im Tagungszentrum Atrium (vormals Gästezentrum) statt.

## Wirtschaft und Infrastruktur
Der Hauptwirtschaftsbereich von Bad Schallerbach liegt im Tourismus (Kurbetrieb und Fremdenverkehr).

### Kurbetrieb

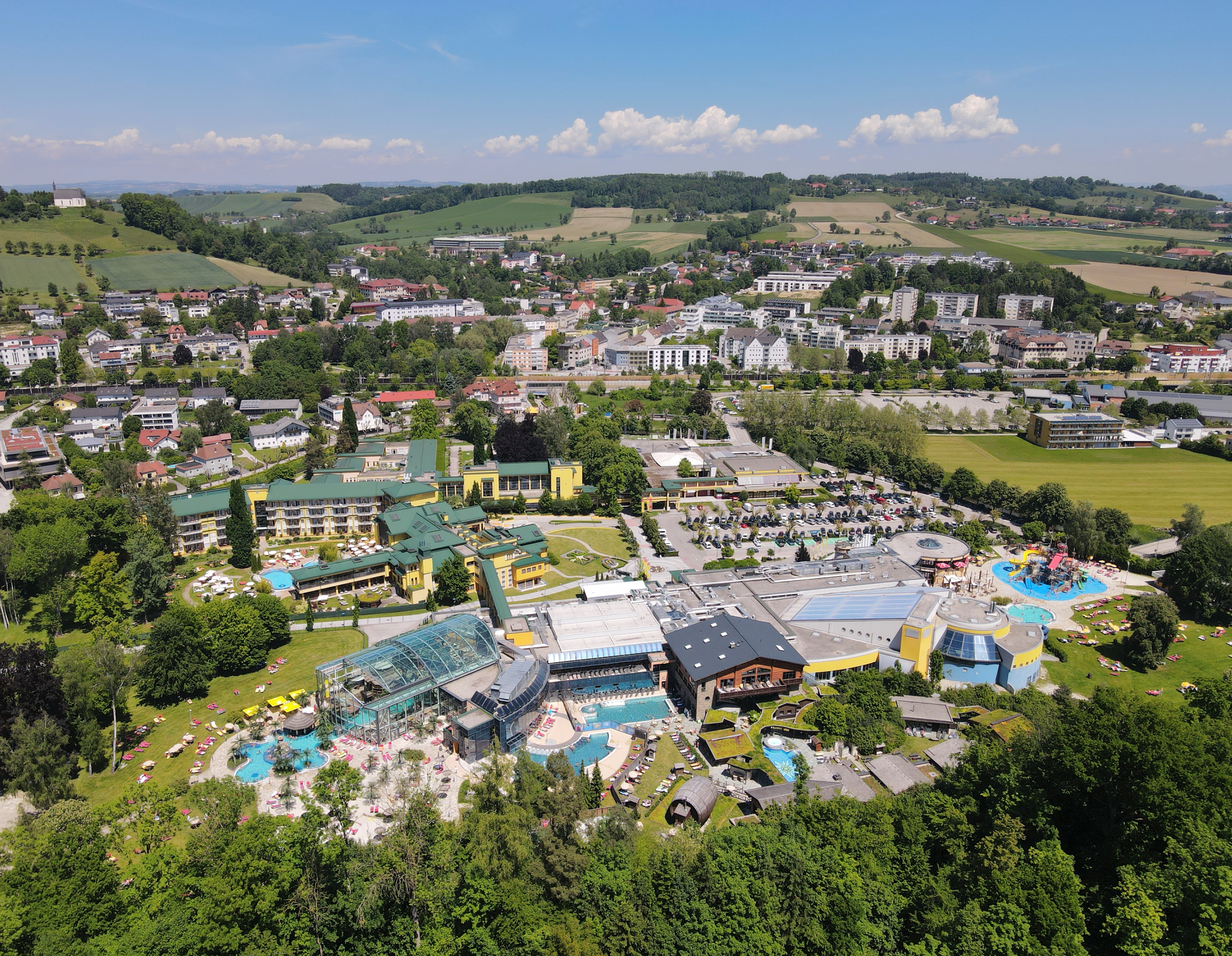
Luftaufnahme vom EurothermenResort Bad Schallerbach

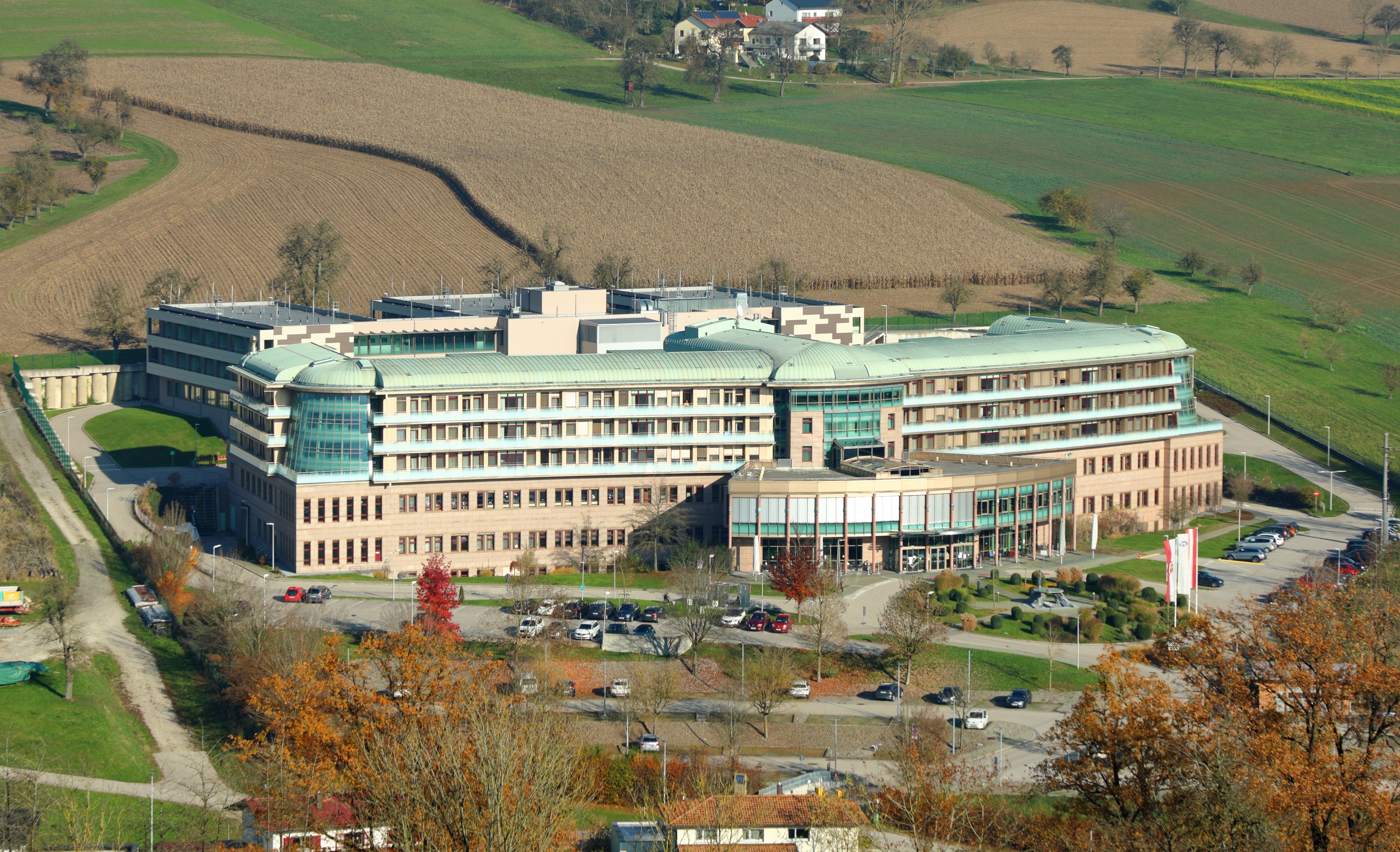
Rehabilitationszentrum der PVA

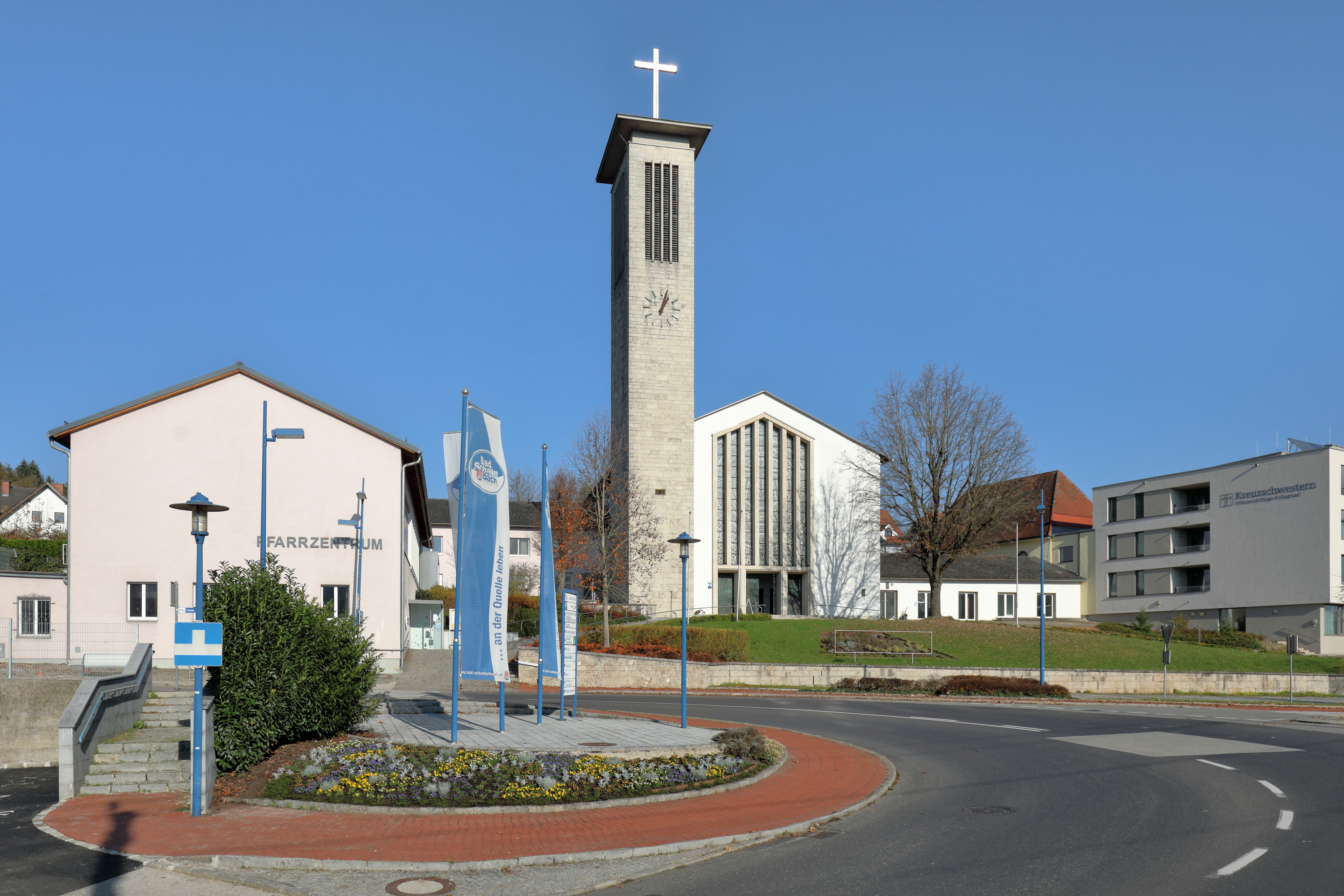
Pfarrkirche mit Pfarrzentrum und Seniorenheim Wohnen & Pflege St. Raphael der Kreuzschwestern

Bad Schallerbach ist ein für sein hochwirksames Schwefelthermalwasser bekannter Kurort. Die Schwefelthermalquelle wurde 1918 erschlossen und zu einem modernen Thermenkomplex, dem Eurothermen Resort Bad Schallerbach, ausgebaut. Daneben gibt es eine Gesundheitseinrichtung der BVAEB, so wie ein Rehabilitationszentrum der PVA.

### Bildung
In der Gemeinde gibt es drei Schulen:
- Eine Volksschule, die seit dem Schuljahr 2018/2019 als Ganztagesschule geführt wird.
- Eine Mittelschule, die seit 2012 auch eine Tagesbetreuung anbietet.
- Eine Musikschule, eine  Zweigschule der Landesmusikschule Grieskirchen.[7]

### Verkehr
- Straße: Bad Schallerbach hat einen Zubringer zur Innkreis Autobahn A 8.
- Bus: Der Shuttlebus Kurti (Kurtaxi) fährt seit 2001 täglich in den Zeiträumen 5.50–11.50 und 14.20–17.50 im Halbstundentakt im Ort. Außerdem verkehrt seit 2004 die Buslinie Walli (Wallern Linie) des Nachbarorts Wallern auch in Teilen Bad Schallerbachs. Die Buslinien sind für Inhaber einer Gästekarte und Einheimische von Bad Schallerbach und Wallern mit einer Berechtigungskarte gratis.
- Es existiert der Bahnhof Bad Schallerbach-Wallern an der Bahnstrecke Wels–Passau.

## Politik

### Gemeinderat
Der Gemeinderat hat 25 Mitglieder.
- Mit den Gemeinderats- und Bürgermeisterwahlen in Oberösterreich 2003 hatte der Gemeinderat folgende Verteilung: 14 ÖVP, 9 SPÖ und 2 FPÖ.
- Mit den Gemeinderats- und Bürgermeisterwahlen in Oberösterreich 2009 hatte der Gemeinderat folgende Verteilung: 14 ÖVP, 5 SPÖ, 3 FPÖ und 2 GRÜNE.
- Mit den Gemeinderats- und Bürgermeisterwahlen in Oberösterreich 2015 hat der Gemeinderat folgende Verteilung: 14 ÖVP, 5 FPÖ, 4 SPÖ und 2 GRÜNE.
- Mit den Gemeinderats- und Bürgermeisterwahlen in Oberösterreich 2021 hat der Gemeinderat folgende Verteilung: 14 ÖVP, 4 SPÖ, 4 FPÖ, 2 GRÜNE und 1 UBB.[8][9]

### Bürgermeister
- 1931–1934 Anton Weidinger (SDAP)
- 1955–1991 Rudolf Stumpfl (ÖVP)[10]
- 1991–2020 Gerhard Baumgartner (ÖVP)[11]
- seit 2020 Markus Brandlmayr (ÖVP)[12]

### Wappen
Blasonierung:
In Rot auf grünem, gewelltem Wasser ein silbernes Brunnenhaus, bestehend aus drei Stufen und einem Brunnengrand; vier Säulen tragen einen Balken, der von zwei Bogen überwölbt und einem kugelförmigen Knauf bekrönt wird. Aus einem schwarzen, kreisrunden Loch des dem Brunnengrand vorgebauten Abflusses ergießt sich eine grüne Quelle.
Die Gemeindefarben sind Rot-Weiß-Grün.
Das Wappen wurde Bad Schallerbach kurz nach der Markterhebung 1946 verliehen. Es zeigt das 1932 errichtete Brunnenhaus der Schwefelthermalquelle, der der Ort seine Bedeutung als Heilbad verdankt.

### Gemeindepartnerschaften
Koksijde (Belgien)
Die älteste Gemeindepartnerschaft Österreichs besteht seit 1955 mit der belgischen Gemeinde. Jährlich findet in den Sommerferien ein Austauschprogramm statt, es dürfen Jugendliche beider Orte mit einem Leiter nach Wanze und Konz oder nach Bad Schallerbach fahren.

## Persönlichkeiten

### Söhne und Töchter der Gemeinde
- Ronald Weinberger (* 1948), Astronom und Schriftsteller

### Personen mit Bezug zur Gemeinde
- Johann Schwingshackl (1887–1945), Jesuit und Widerstandskämpfer, von den Nationalsozialisten zum Tode verurteilt
- Anton Weidinger (1894–1949), Politiker (SDAP/SPÖ), Schneider und Trafikant
- Valerie Pachner (* 1987), Schauspielerin
- Alois Dornetshuber (1908–1945), Depotleiter, gründete 1932 die NSDAP Bad Schallerbach und leitete diese bis April 1938, ab 1936 Leiter der NSDAP im Bezirk Grieskirchen, ab 1943 Landesbauernführer in Oberdonau[15]
- Maria Schicho (1891–1955), Schneiderin, lebte und arbeitete in Bad Schallerbach, ab 1938 Leiterin der NS-Frauenschaft und des Deutschen Frauenwerks in Oberdonau[16]